# ماریا آنا موتسارت
ماریا آنا موتسارت (به آلمانی: Maria Anna Mozart)، معروف به ماریانه (Marianne) و ملقب به نانِرل (Nannerl) (زادهٔ ۳۰ ژوئیهٔ ۱۷۵۱ – درگذشتهٔ ۲۹ اکتبر ۱۸۲۹) نوازندهٔ پیانو و هارپسیکورد و آهنگساز کلاسیک اهل اتریش بود. او در زالتسبورگ به دنیا آمد. ماریا آنا دخترِ لئوپلد موتسارت و آنا ماریا موتسارت، و خواهرِ بزرگترِ ولفگانگ آمادئوس موتسارت، آهنگساز بزرگ کلاسیک، بود.
ماریا آنا موسیقی را از هفت‌سالگی، زیر نظر مستقیم پدرش و با نواختنِ هارپسیکورد آغاز کرد. او به همراه پدر و برادرش حینِ سفر به شهرهای مختلفِ اروپا، به‌ویژه به وین و پاریس، به نمایش استعداد موسیقایی پرداخت؛ البته استعدادِ ماریا آنا کاملاً تحت‌الشعاعِ استعداد خارق‌العادهٔ برادرش، ولفگانگ، قرار گرفته بود.

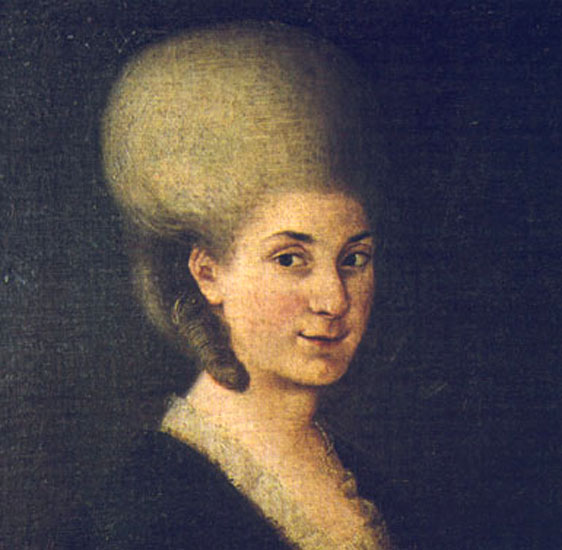
پرترهٔ ماریا آنا در حدود سال ۱۷۸۵